# Мехач (Лельчицкий район)
Мехач (бел. Мяхач) — деревня в Лельчицком районе Гомельской области Беларуси. В составе Стодоличского сельсовета. В непосредственной близости от границы с Украиной.
На севере урочище Товарицкое.

## География

### Расположение
В 42 км на юг от Лельчиц, 67 км от железнодорожной станции Словечно (на линии Калинковичи — Овруч), 257 км от Гомеля.

## Транспортная сеть
Транспортные связи по просёлочной, затем автомобильной дороге Валавск — Лельчицы. Планировка представляет собой короткую меридиональную улицу, застроенную односторонне деревянными домами усадебного типа.

## История
Согласно письменным источникам известна со второй половины XIX века как селение в Лельчицкой волости Мозырского уезда Минской губернии. Согласно переписи 1897 года хутор. В 1931 году жители вступили в колхоз. Во время Великой Отечественной войны в июне 1943 года оккупанты сожгли деревню и убили 23 жителей. Согласно переписи 1959 года в составе колхоза имени В. И. Ленина (центр — городской посёлок Лельчицы).
До 1 декабря 2013 года деревня в составе Гребеневского сельсовета.

## Население

### Численность
- 2004 год — 9 хозяйств, 12 жителей.

### Динамика
- 1897 год — 5 дворов, 30 жителей (согласно переписи).
- 1917 год — 60 жителей.
- 1940 год — 14 дворов.
- 1959 год — 97 жителей (согласно переписи).
- 2004 год — 9 хозяйств, 12 жителей.